# 제33회 미국 감독 조합상
제33회 미국 감독 조합상은 1980년 뛰어난 활동을 보인 영화 감독을 기리기 위해 1981년 3월에 열린 시상식이다. 뉴욕, Beverly Hilton Hotel에서 개최되었다.

## 수상 및 후보

### 감독상(영화부문)
- 보통 사람들 - 로버트 레드포드 수상

### 감독상(다큐멘터리부문)
- 알프레드 R. 켈먼 수상

### 공로상
- 조지 큐커 수상

### 명예상
- 조셉 L. 맨키위즈 수상

### 프랑크 카프라 상
- Francisco Day 수상